# Timothy Gowers
William Timothy Gowers, FRS (Wiltshire, Anglaterra, 20 de novembre de 1963) és un matemàtic britànic. És professor (2005) Rouse Ball Professor of Mathematics del departament de Matemàtiques Pures i Estadística matemàtica a la Universitat de Cambridge i Fellow del Trinity College.
El 1996 va rebre el premi de la Societat Europea de Matemàtiques. El 1998 va guanyar la Medalla Fields per les seves recerques en l'anàlisi funcional i combinacions.
És fill del compositor Patrick Gowers.

## Publicacions rellevants
- Gowers, W. T. «A new proof of Szemerédi's theorem». Geom. Funct. Anal., 11, 3, 2001, pàg. 465–588. DOI: 10.1007/s00039-001-0332-9.
- Gowers, W. T. «Hypergraph regularity and the multidimensional Szemerédi theorem». Ann. Of Math., 166, 3, 2007, pàg. 897–946. DOI: 10.4007/annals.2007.166.897.
- The Princeton Companion to Mathematics.  Princeton University Press, 2008. ISBN 978-0-691-11880-2.

## Llibres de matèmatiques
- Gowers, Timothy. Mathematics: A Very Short Introduction.  Oxford University Press, 2002. ISBN 978-0192853615.
- Gowers Timothy. What can Pure Mathematics Offer to Society?.  World Scientific Publishing, 2012, p. 1–19. ISBN 978-9814329439.